# Herb powiatu opoczyńskiego
Herb powiatu opoczyńskiego – jeden z symboli powiatu opoczyńskiego, ustanowiony 26 listopada 2007.

## Wygląd i symbolika
Herb przedstawia na tarczy  dwudzielnej w słup w polu prawym czerwonym trzy srebrne pasy, a w polu lewym błękitnym znajdują się trzy złote gwiazdy w słup przy brzegu pola tarczy oraz postać św. Bartłomieja. Pasy i gwiazdy to element herbu Ziemi Sandomierskiej, na której terenie leży powiat. Św. Bartłomiej widniał natomiast w pierwotnym herbie miasta Opoczna.